# معركة كروتوني
كانت  معركة كروتوني  التي دارت في عام 204 ق.م، من آخر المعارك الكبرى التي دارت بين الرومان والقرطاجيين في إيطاليا خلال الحرب البونيقية الثانية. بعد انسحاب حنبعل إلى قلورية بعد معركة ميتوريوس، حاول الرومان عزل قواته من البحر الأيوني وقطع طريق هروبه من إيطاليا إلى قرطاجنة عن طريق الاستيلاء على كروتوني. كافح القرطاجيون للاحتفاظ بآخر منفذ بحري بقي في أيديهم بعد سنوات من القتال، ونجحوا في ذلك في نهاية المطاف.

## جنوب إيطاليا في نهاية الحرب
في عام 204 ق.م، أصبح من الواضح أن الرومان اقتربوا من الفوز بالحرب، فقبل ثلاث سنوات، دمروا جيش صدربعل برقا الذي كان قد انطلق من أيبيريا عبر جبال الألب إلى إيطاليا لمساعدة شقيقه حنبعل. استغل سكيبيو الإفريقي رحيل صدربعل برقا عن شبه الجزيرة الأيبيرية وهزم القرطاجيين في معركة إليبا. كان النصر النهائي للرومان مجرد مسألة وقت.
بعد معركة ميتوريوس، قرر حنبعل التركيز بقواته المتبقية في قلورية «أقصى جنوب إيطاليا». كانت قلورية قاعدة مثالية لحنبعل ليواجه منها الرومان. كان الهدف الاستراتيجي وراء هذه التكتيكات هو حث على روما على عقد معاهدة سلام مقبولة في مقابل تخلي القرطاجيون عن قواعدهم في إيطاليا. وصف تيتوس ليفيوس طبيعة الحرب التي تلت ذلك بأن الحرب في قلورية أخذت طابع حرب العصابات أكثر من طابع الحرب النظامية.
في عام 205 ق.م، سمح مجلس الشيوخ الروماني للقنصل المنتخب سكيبيو الإفريقي بغزو إفريقية. كان هدف سكيبيو من ذلك هو إجبار قرطاجنة على استدعاء حنبعل، وماجو برقا الذي كانت له قاعدة قوية في ليغوريا إلى إفريقية.
لم يقدم الرومان لسكيبيو الدعم الكافي، فأمضى العام في تجهيز جيشه في صقلية.

## الحملة على قلورية
مع مرور الوقت، ثبت صحة نظرية سكيبيو. ففي عام 206 ق.م، أسندت إلى كلا القنصلين مهمة غزو قلورية. لم يحاول حنبعل الاشتباك مع الرومان، كما اعتبر القنصلين أن قوة حنبعل تضعف مع مرور الوقت، لذا لم يحاولوا الاشتباك أيضاً. انتظر حنبعل المساعدة من قرطاجنة، لكنها لم تأت. أبعدت الرياح العاتية أسطولاً من 100 سفينة محملة بالجنود والأموال والإمدادات عن مسارها، ليعترضها الأسطول الروماني في سردينيا. إضطر حنبعل لفرض ضرائب كبيرة وجمع المزيد من الموارد عن طريق المصادرة، مما قلل من شعبيته بين السكان المحليين، وكانت سببا لعدد من حالات التمرد.
أصدر حنبعل أوامره بترحيل المواطنين الغير موثوق فيهم من القلاع الاستراتيجية، مما أعطى المزيد من الأمان لحنبعل. وفي عام 205 ق.م، استطاعت قوة رومانية من الاستيلاء على جزء من ريجيوم عن طريق هجوم مفاجئ. إتخذ حنبعل من مدينة كروتوني قاعدة لعملياته. توجه جيش بقيادة القنصل بابليوس ليسينيوس كراسوس إلى قلورية، واستطاع استعادة سبعة مدن من قبضة حنبعل. في العام التالي، أرسل مجلس الشيوخ القنصل الجديد سامبرونيوس توديتانوس إلى قلورية.

## المعركة
بدأت المواجهات الأولى بالقرب من كروتوني، كانت معركة غير نظامية بدأت التقت قوات حنبعل وقوات توديتانوس مصادفة. صد القرطاجيون هجوم الرومان، وأجبروهم على الانسحاب إلى معسكرهم، تاركين 1,200 قتيل. لم يكن حنبعل مستعداً لاقتحام معسكر محصّن. كانت تلك ضربة قاسية لتوديتانوس الذي أدرك أن فيلقين ليسا كافيين لمواجهة القرطاجيين. غادر توديتانوس معسكره في الليلة التالية، وأرسل في استدعاء القنصل بابليوس ليسينيوس كراسوس.
بعد أن اجتمع الجيشان الرومانيان، عاد توديتانوس إلى موقع المعركة بحثاً عن الانتقام. جعل توديتانوس فيالقه في المقدمة، وترك فيالق كراسوس في الخلف. هذه المرة لم يتمكن حنبعل الصمود أمام جيش بهذا الحجم، وإضطر إلى التراجع إلى كروتوني تاركاً 4,000 قتيل و 300 أسير. استمرت المناوشات بين الفريقين في عام 203 ق.م، ولكن دون حسم أي منهما للنتيجة.

## النتائج
بعد المعركة، استسلمت العديد من المدن الإيطالية للرومان طواعيةً. وبعد أن ألحق سكيبيو الإفريقي العديد من الهزائم الثقيلة بالقرطاجيين في إفريقية، أرسل القرطاجيون في طلب المساعدة من حنبعل.